# (9001) Slettebak
(9001) Slettebak est un astéroïde de la ceinture principale.

## Description
(9001) Slettebak est un astéroïde de la ceinture principale. Il fut découvert le 30 août 1981 à la station Anderson Mesa par Edward L. G. Bowell. Il présente une orbite caractérisée par un demi-grand axe de 2,30 UA, une excentricité de 0,23 et une inclinaison de 7,6° par rapport à l'écliptique.

## Compléments